# Mörike-Apotheke

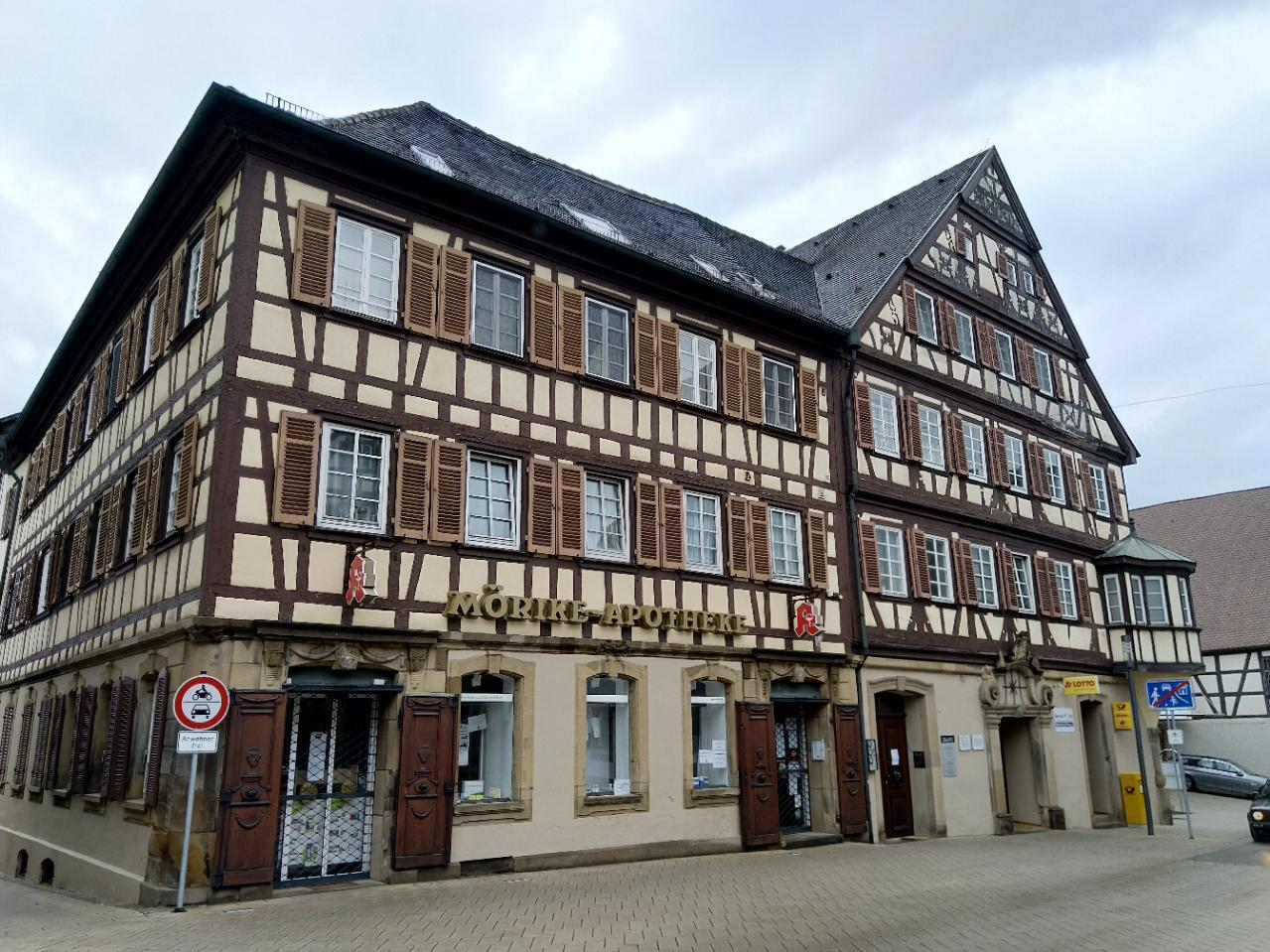
Mörike-Apotheke und Altes Stadthaus in Neuenstadt am Kocher

Die Mörike-Apotheke in Neuenstadt am Kocher im Landkreis Heilbronn im nördlichen Baden-Württemberg ist eine historische Apotheke in der ehemaligen Residenzstadt der Herzöge von Württemberg-Neuenstadt. Ihren Namen trägt sie nach der Apothekerfamilie Möri(c)ke, die die Apotheke lange führte, und aus der auch der Dichter Eduard Mörike entstammt. Das Apothekengebäude in der Hauptstraße 15 gilt als Kulturdenkmal.

## Geschichte
Das Gebäude geht auf ein altes Patrizierhaus zurück. 1704 bis 1739 war es im Besitz des fürstlichen Hofmeisters Stettner von Grabenhofen auf Lobenbach (Gemeinde Stein). 1739/45 erwarb es Gottlieb Friedrich Faber, der fürstlicher Leibarzt und Physikus der Ämter Möckmühl, Neuenstadt und Weinsberg war.
Unterdessen wird mit Johann Bartholomäus Möricke († 1730) als Provisor der Stadtapotheke erstmals ein Angehöriger der Familie Mörike in der Neuenstadter Apotheke erwähnt. Er war der Sohn des Hofrats Anton Möricke aus Havelberg in Brandenburg. Die Angehörigen der Familie schrieben sich nicht alle mit oder ohne c, so dass sich die Schreibweise Mörike und Möricke zwischen den Generationen, manchmal sogar zwischen den Ehegatten unterscheidet. Johann Bartholomäus’ Sohn Albrecht Ludwig Möricke († 1771) wird als Stadtapotheker genannt. Die Apothekerfamilie, die ab 1795 auch das Apothekengebäude besaß, kam insbesondere durch ihre Spezialität zu Geld, nämlich durch Blutreinigungspillen, die per Versand verkauft wurden, wofür zu jener Zeit ein großes Beziehungsgeflecht nötig war. Vierter Stadtapotheker aus der Familie war Carl Friedrich Wilhelm Mörike (1770–1859), dem das württembergische Innenministerium 1812 den Handel mit den Pillen untersagte, der dann jedoch erreichte, dass er außerhalb Württembergs damit weiter Handel treiben durfte. Er war ein Onkel des Dichters Eduard Mörike, der von 1834 bis 1843 im nur wenige Kilometer entfernten Cleversulzbach Pfarrer war. Auf Carl Friedrichs Sohn Carl Abraham Möricke (1806–1874), der den Nachnamen nach seiner Hochzeit wieder mit c schrieb, und dessen Gattin Marie Mörike geb. Seyffer (1819–1909), die sich als sie Witwe wurde wieder ohne c schrieb, geht das Mörickestift in Neuenstadt zurück. Carl Möricke hat die Apotheke 1864/65 an den bisherigen Pächter oder die Stadt Neuenstadt verkauft.
Das Gebäude gehört zu den wenigen historischen Gebäuden in Neuenstadt, die die Zerstörungen des Zweiten Weltkriegs überdauert haben.

## Beschreibung
Das Gebäude bildet einen Baukomplex mit dem sich rechts anschließenden Alten Stadthaus, das auf die Zeit um 1600 datiert wird, während die Apotheke als Bau von 1801 gilt. Es handelt sich um einen dreigeschossigen Bau mit zwei Fachwerkgeschossen auf massivem Sandstein-Sockelgeschoss, das zur Hauptstraße bzw. zum Marktplatz hin zwei Portale mit reliefplastischem Schuck im Türsturz sowie historische Türladen aus Holz aufweist. Über dem Eingang befindet sich das Allianzwappen Faber-Sattler. Links das Fabersche Wappen mit von drei Lilien umgebener gekrönter Schmiedezange, rechts das Sattlersche Wappen mit weißem Adler auf goldenem Ast in blauem Feld.